# Дымченко, Ирина Васильевна
Ири́на Васи́льевна Ды́мченко (род. 12 октября 1957) — советская и российская актриса театра и кино.

## Биография
В 1979 году окончила Театральное училище им. Б. Щукина, курс Е. Р. Симонова и В. К. Львовой.
С 1979 года актриса Театра им. Евгения Вахтангова. Через месяц после поступления в труппу она появилась на Вахтанговской сцене в роли принцессы Турандот.
С 1980 года начала сниматься в кино, дебютировав с главной роли в фильме «Белый ворон» режиссёра Валерия Лонского.

## Творчество

### Фильмография
- 1981 — Белый ворон — Соня
- 1981 — Затишье — Надежда Алексеевна
- 1981 — Такие же, как мы! — Ася Новикова
- 1981 — Честный, умный, неженатый… — Галя
- 1982 — Пиковая дама — Лиза
- 1982 — Мистерия Буфф (фильм-спектакль) — ткачиха
- 1983 — Тревожный вылет — Людмила Светличная
- 1984 — Прохиндиада, или Бег на месте — Наташа, коллега и любовница Сан Саныча
- 1986 — Алый камень — Таня, подруга Долгова
- 1996 — Кафе «Клубничка» — жена директора
- 2001 — За двумя зайцами (фильм-спектакль) — Явдокия Пилиповна
- 2001 — Дядюшкин сон (фильм-спектакль) — Наталья Дмитриевна Паскудина
- 2005 — Бой с тенью — мать Вики, актриса
- 2005 — Под небом Вероны (сериал) — мать Андрея
- 2005 — Девочки (документальный)
- 2007 — Служба спасения (сериал) — Зинаида Аркадьевна, мать Ларисы
- 2007 — Закон и порядок: Преступный умысел -2 — Лидия Ларинова, психиатр
- 2009 — Папины дочки — Татьяна Валерьевна Палкина
- 2009 — Выхожу тебя искать — мать Ольги
- 2011 — Пристань (фильм-спектакль) — странница
- 2014 — Маскарад (фильм-спектакль) — гостья

### Театральные работы
- «Принцесса Турандот» К. Гоцци  — Турандот
- «Мещанин во дворянстве» Мольера  — Люсиль
- «Три возраста Казановы»  — Анри-Генриетта
- «Мистерия-Буфф» В. В. Маяковского  — Ткачиха
- «Леший» А. П. Чехова — Елена Андреевна
- «Роза и Крест»  — Изора
- «Зойкина квартира»  — Агнесса Ферапонтовна
- «Два часа в Париже»  — Норина
- «Женитьба Бальзаминова» А. Н. Островского  — Раиса Панфиловна
- «Чудо святого Антония»  — Клотильда
- «Дядюшкин сон» Ф. М. Достоевского  — Наталья Дмитриевна Паскудина[1]
- «За двумя зайцами» М. П. Старицкого  — Явдокия Пилиповна[2]
- «Земля обетованная» — Нора Марш